# Cicaré CH-14
Cicare CH-14 Aguilucho ("Majhni orel") je lahki enomotorni večnamenski helikopter argentinskega podjetja Cicare Helicopteros S.A.. Helikopter je namenjen civilni in vojaški uporabi. 
Helikopter je načrtoval letalski konstruktor Augusto Cicaré. Prvi prototip je bil končan leta 2007, prvi let je bil 19. marca istega leta. Prototip so predstavili javnosti na dnevu aviacije 23. novembra 2007.Helikopter ima sorazmerno oglato strukturo. Turbogredni motor Rolls-Royce Allison 250 poganja dvokraki glavni rotor.

## Specifikacije (CH-14)
Podatki iz Cicare CH-14 Aguilucho technical data
Splošne karakteristike
- Posadka: 2
- Dolžina: 11,8 m (38 ft 7 in)
- Premer rotorja: 10,00 m (32 ft 8 in)
- Višina: 3,3 m (11 ft 0 in)
- Teža praznega letala: 750 kg (1650 lb)
- Maks. vzletna teža: 1450 kg (3190 lb)
- Pogon letala: 1 ×  turbogredni motor Rolls-Royce Allison 250-C20-B, 313 kW (420 KM)
- Propelerji: dvokraki rotor

 Zmogljivost 
- Maks. hitrost: 240 km/h (149 vozlov,  mph)
- Potovalna hitrost: 210 km/h (131 vozlov,  mph)
- Doseg: 510 km (275 nm, 320 milj)
- Največji doseg: 1000 km (540 nm, 620 milj)
- Višina leta: 4500 m (14764 ft)
- Hitrost vzpenjanja: 8 m/s (1925 ft/min)